# Russischer Meister (Eishockey)
Ein eigenständiger Russischer Meister (russisch: Чемпион России) der Herren wurde im Eishockey offiziell von 1996 bis 2008 ausgespielt.
Seit 1946 wurde jedoch bereits in der UdSSR- bzw. GUS-Meisterschaft das beste Team des Landes bestimmt, das auch vor 1996 jeweils aus Russland kam (bis 1993 sogar immer aus Moskau).
Die Saison 1991/92 wurde unter dem Namen Eishockeymeisterschaft der GUS (russisch Чемпионат СНГ по хоккею с шайбой), die Spielzeiten 1992/93 bis 1995/96 unter dem Namen Internationale Hockey-Liga (russisch Межнациональная хоккейная лига/Meschnazionalnaja Chokkejnaja Liga) ausgetragen. Von 1996 bis 2008 wurde der Meister in der Russischen Superliga ermittelt, bis diese durch die Kontinentale Hockey-Liga abgelöst wurde.
In der Saison 1995/96 wurde der Meister – wie es in der Sowjetunion üblich war – nach der Hauptrunde ermittelt. Die Play-offs galten als Pokalturnier, so dass der Play-off-Sieger IHL-Cup-Sieger war. Genauso wurde in der Saison 1997/98 verfahren, als der Play-off-Sieger als RHL-Cup-Sieger galt, wohingegen die Meisterschaft in der Hauptrunde entschieden wurde.

## Herren

### Meisterschaften in der GUS
| Saison  | Liga                       | Meister          | Vizemeister      | Pokalsieger      | Vizepokalsieger           |
| ------- | -------------------------- | ---------------- | ---------------- | ---------------- | ------------------------- |
| 1991/92 | Wysschaja Liga             | HK Dynamo Moskau | HK ZSKA Moskau   | –                | –                         |
| 1992/93 | Internationale Hockey-Liga | HK Dynamo Moskau | HK Lada Toljatti | –                | –                         |
| 1993/94 | Internationale Hockey-Liga | HK Lada Toljatti | HK Dynamo Moskau | HK Lada Toljatti | HK Dynamo Moskau          |
| 1994/95 | Internationale Hockey-Liga | HK Dynamo Moskau | HK Lada Toljatti | –                | –                         |
| 1995/96 | Internationale Hockey-Liga | HK Lada Toljatti | HK Dynamo Moskau | HK Dynamo Moskau | HK Metallurg Magnitogorsk |

### Russische Meisterschaften (Superliga)
| Saison  | Liga      | Meister                   | Vizemeister               | Pokalsieger               | Vizepokalsieger  |
| ------- | --------- | ------------------------- | ------------------------- | ------------------------- | ---------------- |
| 1996/97 | Superliga | Torpedo Jaroslawl         | HK Lada Toljatti          | –                         | –                |
| 1997/98 | Superliga | Ak Bars Kasan             | HK Metallurg Magnitogorsk | HK Metallurg Magnitogorsk | HK Dynamo Moskau |
| 1998/99 | Superliga | HK Metallurg Magnitogorsk | HK Dynamo Moskau          | –                         | –                |
| 1999/00 | Superliga | HK Dynamo Moskau          | Ak Bars Kasan             | –                         | –                |
| 2000/01 | Superliga | HK Metallurg Magnitogorsk | HK Awangard Omsk          | –                         | –                |
| 2001/02 | Superliga | Lokomotive Jaroslawl      | Ak Bars Kasan             | –                         | –                |
| 2002/03 | Superliga | Lokomotive Jaroslawl      | Sewerstal Tscherepowez    | –                         | –                |
| 2003/04 | Superliga | HK Awangard Omsk          | HK Metallurg Magnitogorsk | –                         | –                |
| 2004/05 | Superliga | HK Dynamo Moskau          | HK Lada Toljatti          | –                         | –                |
| 2005/06 | Superliga | Ak Bars Kasan             | HK Awangard Omsk          | –                         | –                |
| 2006/07 | Superliga | HK Metallurg Magnitogorsk | Ak Bars Kasan             | –                         | –                |
| 2007/08 | Superliga | Salawat Julajew Ufa       | Lokomotive Jaroslawl      | –                         | –                |

### Kontinentale Hockey-Liga
In der KHL erhält der Sieger der Play-offs den Gagarin-Pokal, bis 2014 die bestplatzierte russische Mannschaft der Play-offs zudem den Titel des russischen Meisters. In den Spielzeiten 2014/15 und 2015/16 wurde der russische Meistertitel wieder an die punktbeste Mannschaft der KHL-Hauptrunde vergeben, seit der Saison 2016/17 geht er wieder an die bestplatzierte russische Mannschaft in den Playoffs. Aufgrund des Abbruchs der Saison 2019/20 wurde der Titel an die bestplatzierte Mannschaft der regulären Saison vergeben, die die zweite Playoff-Runde erreicht hatte.
| Saison  | Liga | Meister                   | Vizemeister                        |
| ------- | ---- | ------------------------- | ---------------------------------- |
| 2008/09 | KHL  | Ak Bars Kasan             | Lokomotive Jaroslawl               |
| 2009/10 | KHL  | Ak Bars Kasan             | HK MWD Balaschicha                 |
| 2010/11 | KHL  | Salawat Julajew Ufa       | Atlant Moskowskaja Oblast          |
| 2011/12 | KHL  | OHK Dynamo                | HK Awangard Omsk                   |
| 2012/13 | KHL  | HK Dynamo Moskau          | HK Traktor Tscheljabinsk           |
| 2013/14 | KHL  | HK Metallurg Magnitogorsk | Salawat Julajew Ufa                |
| 2014/15 | KHL  | HK ZSKA Moskau            | –                                  |
| 2015/16 | KHL  | HK ZSKA Moskau            | –                                  |
| 2016/17 | KHL  | SKA Sankt Petersburg      | HK Metallurg Magnitogorsk          |
| 2017/18 | KHL  | Ak Bars Kasan             | HK ZSKA Moskau                     |
| 2018/19 | KHL  | HK ZSKA Moskau            | HK Awangard Omsk                   |
| 2019/20 | KHL  | HK ZSKA Moskau            | Ak Bars Kasan SKA Sankt Petersburg |
| 2020/21 | KHL  | HK Awangard Omsk          | HK ZSKA Moskau                     |

## Frauen
| Saison  | Meister                       | Vizemeister                    | 3. Platz                        |
| ------- | ----------------------------- | ------------------------------ | ------------------------------- |
| 1995/96 | AO Luschniki Moskau           | Uralotschka-AWTO Jekaterinburg | Lokomotive Krasnojarsk          |
| 1996/97 | ZSK WWS Moskau                | Spartak Jekaterinburg          | Lokomotive Krasnojarsk          |
| 1997/98 | ZSK WWS Moskau                | Spartak Jekaterinburg          | HK Spartak Moskau               |
| 1998/99 | Wiking Moskau                 | Spartak Jekaterinburg          | Lokomotive Krasnojarsk          |
| 1999/00 | Spartak-Merkuri Jekaterinburg | Wiking Moskau                  | Lokomotive Krasnojarsk          |
| 2000/01 | SKIF Moskau                   | Spartak-Merkuri Jekaterinburg  | Lokomotive Krasnojarsk          |
| 2001/02 | SKIF Moskau                   | Spartak-Merkuri Jekaterinburg  | Lokomotive Krasnojarsk          |
| 2002/03 | SKIF Moskau                   | Spartak-Merkuri Jekaterinburg  | Lokomotive Krasnojarsk          |
| 2003/04 | SKIF Moskau                   | Tornado Moskowskaja Oblast     | Spartak-Merkuri Jekaterinburg   |
| 2004/05 | SKIF Moskau                   | Tornado Moskowskaja Oblast     | Spartak-Merkuri Jekaterinburg   |
| 2005/06 | Tornado Moskowskaja Oblast    | SKIF Moskau                    | Spartak-Merkuri Jekaterinburg   |
| 2006/07 | Tornado Moskowskaja Oblast    | SKIF Nischni Nowgorod          | Spartak-Merkuri Jekaterinburg   |
| 2007/08 | SKIF Nischni Nowgorod         | Tornado Moskowskaja Oblast     | Spartak-Merkuri Jekaterinburg   |
| 2008/09 | Tornado Moskowskaja Oblast    | SKIF Nischni Nowgorod          | Lokomotive-Energija Krasnojarsk |
| 2009/10 | SKIF Nischni Nowgorod         | Tornado Moskowskaja Oblast     | Spartak-Merkuri Jekaterinburg   |
| 2010/11 | Tornado Moskowskaja Oblast    | SKIF Nischni Nowgorod          | Fakel Tscheljabinsk             |
| 2011/12 | Tornado Moskowskaja Oblast    | SKIF Nischni Nowgorod          | Agidel Ufa                      |
| 2012/13 | Tornado Moskowskaja Oblast    | SKIF Nischni Nowgorod          | Agidel Ufa                      |
| 2014    | SKIF Nischni Nowgorod         | Tornado Moskowskaja Oblast     | Agidel Ufa                      |
| 2015    | Tornado Moskowskaja Oblast    | SKIF Nischni Nowgorod          | Agidel Ufa                      |
| 2016    | Tornado Moskowskaja Oblast    | Agidel Ufa                     | Birjussa Krasnojarsk            |
| 2017    | Tornado Moskowskaja Oblast    | Agidel Ufa                     | HK Dynamo Sankt Petersburg      |
| 2018    | Agidel Ufa                    | Tornado Moskowskaja Oblast     | –                               |
| 2019    | Agidel Ufa                    | HK Dynamo Sankt Petersburg     | –                               |
| 2020    | KRS Vanke Rays                | Agidel Ufa                     | –                               |
| 2021    | Agidel Ufa                    | KRS Vanke Rays                 | –                               |
| 2022    | KRS Vanke Rays                | SKIF Nischni Nowgorod          | –                               |
| 2023    | Agidel Ufa                    | Dynamo-Newa Sankt Petersburg   | –                               |
| 2024    | Dynamo-Newa Sankt Petersburg  | Birjussa Krasnojarsk           | –                               |